# Grammadera rostrata
Grammadera rostrata är en insektsart som beskrevs av Rehn, J.A.G. 1907. Grammadera rostrata ingår i släktet Grammadera och familjen vårtbitare. Inga underarter finns listade i Catalogue of Life.